# Grand Prix Brazílie 2006
Grand Prix Brazílie (XXXV Grande Pręmio do Brasil)
- 22. října 2006
- Okruh Interlagos
- 71 kol x 4,309 km = 305,909 km
- 768. Grand Prix
- 2. vítězství Felipe Massy (67.)
- 192. vítězství pro Ferrari (1.)
- 90. vítězství Brazílie (3.)
- 45. vítězství pro vůz se startovním číslem 6 (5.)

Fernando Alonso se stal Mistrem světa
Renault získal Pohár konstruktérů
Vítěznou trofej převzal Felipe Massa z rukou Gilberta Kassaba starosty Sao Paula. Ministr sportu Orlando Silva předal cenu pro druhého v cíli Fernanda Alonsa. Jenson Button, který dokončil závod na třetím místě převzal cenu od prezidenta ASN Paula Scaglioneho. José Gabrielli prezident společnosti Petrobras předal cenu vítěznému týmu Ferrari.

## Výsledky
| Pozice | Jezdec               | Vůz               | Čas                |
| ------ | -------------------- | ----------------- | ------------------ |
| 1      | Felipe Massa         | Ferrari 248 F1    | 1:31:53,751        |
| 2      | Fernando Alonso      | Renault R26       | +0:18.658          |
| 3      | Jenson Button        | Honda RA106       | +0:19.394          |
| 4      | Michael Schumacher   | Ferrari 248 F1    | +0:24.094          |
| 5      | Kimi Räikkönen       | McLaren MP4/21    | +0:28.503          |
| 6      | Giancarlo Fisichella | Renault R26       | +0:30.287          |
| 7      | Rubens Barrichello   | Honda RA106       | +0:40.294          |
| 8      | Pedro de la Rosa     | McLaren MP4/21    | +0:52.068          |
| 9      | Robert Kubica        | BMW Sauber F1.06  | +1:07.642          |
| 10     | Takuma Sató          | Super Aguri SA06  | +1 kolo            |
| 11     | Scott Speed          | Torro Rosso STR01 | +1 kolo            |
| 12     | Robert Doornbos      | Red Bull RB2      | +1 kolo            |
| 13     | Vitantonio Liuzzi    | Torro Rosso STR01 | +1 kolo            |
| 14     | Christijan Albers    | Midland M16       | +1 kolo            |
| 15     | Tiago Monteiro       | Midland M16       | +2 kola            |
| 16     | Sakon Yamamoto       | Super Aguri SA06  | +2 kola            |
| 17     | Nick Heidfeld        | BMW Sauber F1.06  | +8 kol             |
| Kolo   | Odstoupili           | -                 | -                  |
| 14     | David Coulthard      | Red Bull RB2      | Převodovka         |
| 10     | Jarno Trulli         | Toyota TF106      | Mechanická závada  |
| 9      | Ralf Schumacher      | Toyota TF106      | Mechanická závada  |
| 1      | Nico Rosberg         | Williams FW28     | Kolize s Webberem  |
| 1      | Mark Webber          | Williams FW28     | Kolize s Rosbergem |

### Nejrychlejší kolo
- Michael Schumacher-Ferrari- 1'12.162
- 76. nejrychlejší kolo Michaela Schumachera (1.)
- 193. nejrychlejší kolo pro Ferrari (1.)
- 95. nejrychlejší kolo pro Německo (2.)
- 85. nejrychlejší kolo pro vůz se startovním číslem 5 (2.)

### Vedení v závodě
- 1.–24. kolo Felipe Massa
- 25.- 26. kolo Fernando Alonso
- 27.–71. kolo Felipe Massa

### Postavení na startu
- Žlutě rozhodující čas pro postavení na startu.
- Červeně – Výměna motoru / posunutí o 10 míst na startu

 Felipe Massa-Ferrari- 1'10.680
- 3. Pole position Felipe Massi (55.)
- 186. Pole positions pro Ferrari (1.)
- 112. Pole positions pro Brazílii (2.)
- 55. Pole positions pro vůz se startovním číslem 6 (5.)

| *  | *                                      | *  | *                                     | Kvalifikace III.                      | Kvalifikace II.                        | Kvalifikace I.                         |
| -- | -------------------------------------- | -- | ------------------------------------- | ------------------------------------- | -------------------------------------- | -------------------------------------- |
| 1  | Felipe Massa Ferrari 1'10.680          |    |                                       | Felipe Massa Ferrari 1'10.680         | Michael Schumacher Ferrari 1'10.313    | Felipe Massa Ferrari 1'10.643          |
|    |                                        | 2  | Kimi Räikkönen McLaren 1'11.299       | Kimi Räikkönen McLaren 1'11.299       | Felipe Massa Ferrari 1'10.775          | Michael Schumacher Ferrari 1'11.565    |
| 3  | Jarno Trulli Toyota 1'11.328           |    |                                       | Jarno Trulli Toyota 1'11.328          | Fernando Alonso Renault 1'11.148       | Ralf Schumacher Toyota 1'11.713        |
|    |                                        | 4  | Fernando Alonso Renault 1'11.567      | Fernando Alonso Renault 1'11.567      | Jarno Trulli Toyota 1'11.343           | Fernando Alonso Renault 1'11.791       |
| 5  | Rubens Barrichello Honda 1'11.619      |    |                                       | Rubens Barrichello Honda 1'11.619     | Kimi Räikkönen McLaren 1'11.386        | Pedro de la Rosa McLaren 1'11.825      |
|    |                                        | 6  | Giancarlo Fisichella Renault 1'11.629 | Giancarlo Fisichella Renault 1'11.629 | Giancarlo Fisichella Renault 1'11.461  | Jarno Trulli Toyota 1'11.885           |
| 7  | Ralf Schumacher Toyota 1'11.695        |    |                                       | Ralf Schumacher Toyota 1'11.695       | Ralf Schumacher Toyota 1'11.550        | Mark Webber Williams 1'11.973          |
|    |                                        | 8  | Nick Heidfeld BMW 1'11.882            | Nick Heidfeld BMW 1'11.882            | Rubens Barrichello Honda 1'11.578      | Nico Rosberg Williams 1'11.974         |
| 9  | Robert Kubica BMW 1'12.131             |    |                                       | Robert Kubica BMW 1'12.131            | Robert Kubica BMW 1'11.589             | Rubens Barrichello Honda 1'12.017      |
|    |                                        | 10 | Michael Schumacher Ferrari 0'00.000   | Michael Schumacher Ferrari 0'00.000   | Nick Heidfeld BMW 1'11.648             | Kimi Räikkönen McLaren 1'12.035        |
| 11 | Mark Webber Williams 1'11.650          |    |                                       |                                       | Mark Webber Williams 1'11.650          | Robert Kubica BMW 1'12.040             |
|    |                                        | 12 | Pedro de la Rosa McLaren 1'11.658     |                                       | Pedro de la Rosa McLaren 1'11.658      | Giancarlo Fisichella Renault 1'12.042  |
| 13 | Nico Rosberg Williams 1'11.679         |    |                                       |                                       | Nico Rosberg Williams 1'11.679         | Jenson Button Honda 1'12.085           |
|    |                                        | 14 | Jenson Button Honda 1'11.742          |                                       | Jenson Button Honda 1'11.742           | Nick Heidfeld BMW 1'12.307             |
| 15 | Vitantonio Liuzzi Torro Rosso 1'12.861 |    |                                       |                                       | Robert Doornbos Red Bull 1'12.591      | Robert Doornbos Red Bull 1'12.530      |
|    |                                        | 16 | Scott Speed Torro Rosso 1'12.856      |                                       | Vitantonio Liuzzi Torro Rosso 1'12.861 | Vitantonio Liuzzi Torro Rosso 1'12.856 |
| 17 | Christijan Albers Midland 1'13.138     |    |                                       |                                       |                                        | Scott Speed Torro Rosso 1'12.856       |
|    |                                        | 18 | David Coulthard Red Bull 1'13.249     |                                       |                                        | Christijan Albers Midland 1'13.138     |
| 19 | Takuma Sató Super Aguri 1'13.269       |    |                                       |                                       |                                        | David Coulthard Red Bull 1'13.249      |
|    |                                        | 20 | Sakon Yamamoto Super Aguri 1,13,357   |                                       |                                        | Takuma Sató Super Aguri 1'13.269       |
| 21 | Tiago Monteiro Midland 0 00 000        |    |                                       |                                       |                                        | Sakon Yamamoto Super Aguri 1,13,357    |
|    |                                        | 22 | Robert Doornbos Red Bull 1'12.591     |                                       |                                        | Tiago Monteiro Midland 0 00 000        |

### Páteční tréninky
| *  | I. Trénink                             | *  | II. Trénink                            |
| -- | -------------------------------------- | -- | -------------------------------------- |
| 1  | Kimi Räikkönen McLaren 1:13.764        | 1  | Alexander Wurtz Williams 1:12.547      |
| 2  | Anthony Davidson Honda 1:13.902        | 2  | Anthony Davidson Honda 1:12.653        |
| 3  | Alexander Wurtz Williams 1:13.922      | 3  | Sebastian Vettel BMW 1:12.870          |
| 4  | Sebastian Vettel BMW 1:14.204          | 4  | Jarno Trulli Toyota 1:13.483           |
| 5  | Pedro de la Rosa McLaren 1:14.237      | 5  | Jenson Button Honda 1:13.485           |
| 6  | Jenson Button Honda 1:14.487           | 6  | Michael Schumacher Ferrari 1:13.713    |
| 7  | Jarno Trulli Toyota 1:14.888           | 7  | Ralf Schumacher Toyota 1:13.765        |
| 8  | Neel Jani Torro Rosso 1:15.159         | 8  | Franck Montagny Super Aguri 1:13.792   |
| 9  | Rubens Barrichello Honda 1:15.661      | 9  | Kimi Räikkönen McLaren 1:13.803        |
| 10 | Michael Ammermüller Red Bull 1:15.711  | 10 | Fernando Alonso Renault 1:13.820       |
| 11 | Ralf Schumacher Toyota 1:16.168        | 11 | Pedro de la Rosa McLaren 1:13.926      |
| 12 | Takuma Sató Super Aguri 1:16.534       | 12 | Giancarlo Fisichella Renault 1:14.053  |
| 13 | Ernesto Viso Midland 1:16.737          | 13 | Rubens Barrichello Honda 1:14.434      |
| 14 | Scott Speed Torro Rosso 1:17.047       | 14 | Michael Ammermüller Red Bull 1:14.436  |
| 15 | Vitantonio Liuzzi Torro Rosso 1:17.311 | 15 | Tiago Monteiro Midland 1:14.468        |
| 16 | Sakon Yamamoto Super Aguri 1:17.388    | 16 | Robert Kubica BMW 1:14.510             |
| 17 | Franck Montagny Super Aguri 1:17.744   | 17 | Felipe Massa Ferrari 1:14.561          |
| 18 | Nick Heidfeld BMW ****                 | 18 | Nick Heidfeld BMW 1:14.793             |
| 19 | Robert Kubica BMW ****                 | 19 | Mark Webber Williams 1:14.839          |
| 20 | Christijan Albers Midland ****         | 20 | Ernesto Viso Midland 1:14.972          |
| 21 | Tiago Monteiro Midland ****            | 21 | Takuma Sató Super Aguri 1:15.023       |
| 22 | David Coulthard Red Bull ****          | 22 | Christijan Albers Midland 1:15.086     |
| 23 | Robert Doornbos Red Bull ****          | 23 | Nico Rosberg Williams 1:15.124         |
| 24 | Giancarlo Fisichella Renault ****      | 24 | David Coulthard Red Bull 1:15.214      |
| 25 | Fernando Alonso Renault ****           | 25 | Vitantonio Liuzzi Torro Rosso 1:15.737 |
| 26 | Michael Schumacher Ferrari ****        | 26 | Scott Speed Torro Rosso 1:15.855       |
| 27 | Felipe Massa Ferrari ****              | 27 | Neel Jani Torro Rosso 1:15.868         |
| 28 | Mark Webber Williams ****              | 28 | Robert Doornbos Red Bull 1:16.251      |
| 29 | Nico Rosberg Williams ****             | 29 | Sakon Yamamoto Super Aguri 1:18.321    |

### Sobotní tréninky
| 1  | Felipe Massa Ferrari 1:11.443         | 2  | Michael Schumacher Ferrari 1:11.631    |
| 3  | Jenson Button Honda 1:12.306          | 4  | Robert Kubica BMW 1:12.535             |
| 5  | Giancarlo Fisichella Renault 1:12.567 | 6  | Rubens Barrichello Honda 1:12.697      |
| 7  | Fernando Alonso Renault 1:12.721      | 8  | Kimi Räikkönen McLaren 1:12.723        |
| 9  | Pedro de la Rosa McLaren 1:12.780     | 10 | Nick Heidfeld BMW 1:13.037             |
| 11 | Mark Webber Williams 1:13.205         | 12 | Nico Rosberg Williams 1:13.380         |
| 13 | Scott Speed Torro Rosso 1:13.455      | 14 | Vitantonio Liuzzi Torro Rosso 1:13.530 |
| 15 | Robert Doornbos Red Bull 1:13.564     | 16 | Ralf Schumacher Toyota 1:13.642        |
| 17 | Takuma Sató Super Aguri 1:13.814      | 18 | Tiago Monteiro Midland 1:13.832        |
| 19 | David Coulthard Red Bull 1:13.944     | 20 | Jarno Trulli Toyota 1:14.051           |
| 21 | Christijan Albers Midland 1:14.108    | 22 | Sakon Yamamoto Super Aguri 1:27,229    |

### Zajímavosti
- 250 GP pro Michaela Schumachera

| Pole position  | Vítězství      | Nej. kolo          |
| Brazílie       | Brazílie       | Německo            |
| Felipe Massa   | Felipe Massa   | Michael Schumacher |
| Ferrari 248 F1 | Ferrari 248 F1 | Ferrari 248 F1     |
| 1'10.680       | 1:31'53.751    | 1'12.162           |
| 219,474 km/h   | 199,732 km/h   | 214.966 km/h       |
| -------------- | -------------- | ------------------ |

### Stav MS
- Zelená – vzestup
- Červená – pokles

| *  | Jezdec               | Body |
| -- | -------------------- | ---- |
| 1  | Fernando Alonso      | 134  |
| 2  | Michael Schumacher   | 121  |
| 3  | Felipe Massa         | 80   |
| 4  | Giancarlo Fisichella | 72   |
| 5  | Kimi Räikkönen       | 65   |
| 6  | Jenson Button        | 56   |
| 7  | Rubens Barrichello   | 30   |
| 8  | Juan Pablo Montoya   | 26   |
| 9  | Nick Heidfeld        | 23   |
| 10 | Ralf Schumacher      | 20   |
| 11 | Pedro de la Rosa     | 19   |
| 12 | Jarno Trulli         | 15   |
| 13 | David Coulthard      | 14   |
| 14 | Jacques Villeneuve   | 7    |
| 15 | Mark Webber          | 7    |
| 16 | Robert Kubica        | 6    |
| 17 | Nico Rosberg         | 4    |
| 18 | Christian Klien      | 2    |
| 19 | Vitantonio Liuzzi    | 1    |

| * | Vůz        | Body |
| - | ---------- | ---- |
| 1 | Renault    | 206  |
| 2 | Ferrari    | 201  |
| 3 | McLaren    | 110  |
| 4 | Honda      | 86   |
| 5 | BMW        | 36   |
| 6 | Toyota     | 35   |
| 7 | Red Bull   | 16   |
| 8 | Williams   | 11   |
| 9 | Toro Rosso | 1    |

| *  | Jezdec         | Body |
| -- | -------------- | ---- |
| 1  | Německo        | 160  |
| 2  | Španělsko      | 141  |
| 3  | Brazílie       | 99   |
| 4  | Itálie         | 85   |
| 5  | Finsko         | 65   |
| 6  | Velká Británie | 65   |
| 7  | Kolumbie       | 26   |
| 8  | Kanada         | 7    |
| 9  | Austrálie      | 7    |
| 10 | Polsko         | 6    |
| 11 | Rakousko       | 2    |